# Williams FW29
O FW29 é o modelo da Williams da temporada de 2007 da F1. Condutores: Nico Rosberg, Alexander Wurz e Kazuki Nakajima. Na temporada, a equipe surpreendeu por estar entre as cinco melhores equipes, após uma péssima temporada no ano anterior onde acabou em 8° lugar no mundial de construtores.
Conquistou um pódio na temporada, no GP do Canadá.
No GP da China, Alexander Wurz fez sua última corrida pela F1, sendo substituído por Kazuki Nakajima para o GP do Brasil.

## Resultados[1]
(legenda)
|      |      |                  |   |    |                 |     |     |     |     |     |     |     |     |     |     |     |     |     |     |     |     |     |    |    |  |  |
|      |      |                  |   |    |                 | AUS | MAL | BHR | ESP | MON | CAN | USA | FRA | GBR | EUR | HUN | TUR | ITA | BEL | JPN | CHN | BRA |    |    |  |  |
| 2007 | FW29 | Toyota RVX-07 V8 | B | 16 | Nico Rosberg    | 7   | Ret | 10  | 6   | 12  | 10  | 16† | 9   | 12  | Ret | 7   | 7   | 6   | 6   | Ret | 16  | 4   | 33 | 4° |  |  |
| 2007 | FW29 | Toyota RVX-07 V8 | B | 17 | Alexander Wurz  | Ret | 9   | 11  | Ret | 7   | 3   | 10  | 14  | 13  | 4   | 14  | 11  | 13  | Ret | Ret | 12  |     | 33 | 4° |  |  |
| 2007 | FW29 | Toyota RVX-07 V8 | B | 17 | Kazuki Nakajima | TD  | TD  |     |     |     |     |     |     |     |     |     |     |     |     |     | TD  | 10  | 33 | 4° |  |  |

† Completou mais de 90% da distância da corrida.